# L'Épée de la providence
L'Épée de la providence (titre original : Miecz Przeznaczenia) est un recueil de courts récits de fantasy de l'écrivain Andrzej Sapkowski publiés en Pologne en 1992 et en France en 2008.

## Présentation de l'ouvrage
Comme pour Le Dernier Vœu, il s'agit d'une suites d'histoires sans lien les unes avec les autres. Cependant, elles donnent beaucoup d'informations concernant les personnages de la saga du Sorceleur.

## Contenu des récits
Le livre est découpé en six nouvelles indépendantes.
- Les Limites du possible : Geralt rencontre le seigneur Borch, dit aussi Trois Choucas, ainsi que Téa et Véa, les redoutables guerrières qui l'accompagnent. Ils retrouveront sur leur chemin Jaskier, Yennefer et une petite troupe en partance pour chasser un dragon aperçu dans les environs.
- Éclat de glace : alors que Geralt partage une chambre depuis plusieurs jours avec Yennefer à Aedd Gynvael en attendant que celle-ci en ait fini avec ses affaires en ville, il apprend qu'elle y retrouve régulièrement un collègue magicien nommé Istredd qui fut, et est toujours, un de ses amants, et désire désormais l'épouser. Les deux hommes vont exhorter la magicienne à faire un choix entre l'un des deux.
- Le Feu éternel : à l'immense cité marchande de Novigrad, un doppler surnommé Doudou a pris l'apparence du marchand halfelin Dainty Biberveldt. Ce dernier, avec l'aide de Jaskier et de Geralt, se mettent sur la trace du doppler qui a profité de l'apparence du marchand pour faire des affaires qui s’avéreront ruineuses d'après Dainty, alors que l'ordre du Feu Éternel qui sévit en ville fait tout ce qui est en son pouvoir pour mettre à mort les créatures magiques qui peuvent sévir en ville.
- Une once d'abnégation : par sa connaissance en langues anciennes et en monstres, Geralt est recruté par le seigneur local Agloval pour servir d'intermédiaire entre l'homme et la sirène Sh'eenaz. Tous deux s'aiment d'un amour passionné, mais dans un échange rappelant La Petite Sirène chacun exige de l'autre qu'il renonce à ses attributs raciaux pour venir vivre dans son monde. Il fait entre-temps en compagnie de Jaskier la connaissance de la barde Petit-Œil, qui éprouve vite un profond intérêt pour le sorceleur, pendant que les négociations sont au point mort tant chacune des parties refuse de faire preuve d'une once d'abnégation.
- L'Épée de la providence : dans la forêt de Brokilone où vivent les dryades, Geralt rencontre la jeune Ciri, qui n'est autre que l'enfant qui lui est destinée par les lois de la providence. Mais la forêt, territoire des dryades, impose que toute fille qui pénètre dans ces terres doit se transformer en l'une d'elles et ne plus jamais en partir.
- Quelque chose en plus : après avoir été grièvement blessé dans des collines par l’attaque de plusieurs monstres au crépuscule, et dont la morsure est venimeuse, Géralt croit qu’il va en mourir. Il est secouru par le marchand Yurga qui l’avait engagé pour dégager son chariot et à qui il a sauvé la vie. Il est transporté vers le plus proche village. Il absorbe un de ses élixirs de sorceleur pour rester éveillé et retombe dans un état semi-inconscient. Il revoit dans ses songes son retour à Cintra où il était censé réclamer la princesse Cirilla, mais à qui il a tourné le dos. Puis l'invasion du pays par Nilfgaard, où il a une nouvelle fois fuit. A demi-conscient, il se rend compte que la guérisseuse qui s'occupe de lui est sa mère, Visenna[réf. nécessaire], et la confronte au choix de l'abandonner à Kaer Morhen. Alors que le marchand le ramène à Sodden, il se souvient enfin de la bataille il y a un an où de nombreux mages sont morts, les amis de Geralt. Alors que ce dernier pense son destin inéluctable, et tragique à cause de ses choix, il a la surprise de découvrir Cirilla chez le marchand, rescapée de la guerre et des massacres. Il en conclut que la Providence n'est pas tout, qu'il faut quelque chose en plus[réf. nécessaire].

## Les créatures
- Le dragon d'or : une espèce de dragon très rare, presque légendaire, à la capacité de changer de forme et de communiquer par télépathie.
- Le doppler : un changeur de forme, dont le nom dérive sans doute du doppelgänger
- Les êtres des profondeurs : une civilisation d'hommes-poisson vivant près des côtes de Bremervood.
- Zeugle : bête tentaculaire prospérant dans les dépotoirs.